# Monterde
Monterde ist ein nordspanischer Ort und eine Gemeinde (municipio) mit 152 Einwohnern (Stand: 2024) im Westen der Provinz Saragossa und der Autonomen Region Aragonien. Der Ort gehört zur bevölkerungsarmen Serranía Celtibérica. Zur Gemeinde gehört auch die kleine Ortschaft Llumes.

## Lage und Klima
Monterde liegt etwa 110 Kilometer (Luftlinie) südwestlich von Saragossa in einer Höhe von 790 m. Monterde liegt am Río Ortiz und Llumes am Río Piedra.
Das Klima ist gemäßigt bis warm; der eher spärliche Regen (ca. 442 mm/Jahr) fällt mit Ausnahme der eher trockenen Sommermonate übers Jahr verteilt.

## Bevölkerungsentwicklung
| Jahr      | 1970 | 1981 | 1991 | 2001 | 2011 | 2021 |
| Einwohner | 448  | 272  | 202  | 243  | 190  | 135  |

Die Mechanisierung der Landwirtschaft, die Aufgabe bäuerlicher Kleinbetriebe und der damit verbundene Verlust von Arbeitsplätzen führten seit der Mitte des 20. Jahrhunderts zu einem deutlichen Rückgang der Bevölkerung (Landflucht).

## Sehenswürdigkeiten
- Himmelfahrtskirche (Iglesia de la Asunción de Nuestra Señora) in Monterde
- Michaeliskirche in Llumes
- Burgruine
- Reste des Wachtturms von Llumes

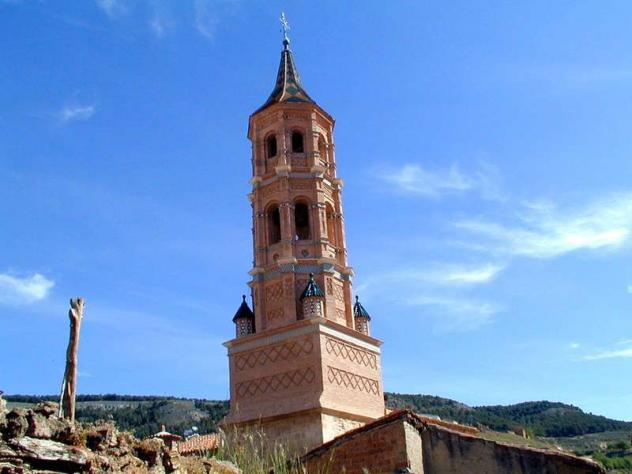
Turm der Himmelfahrtskirche
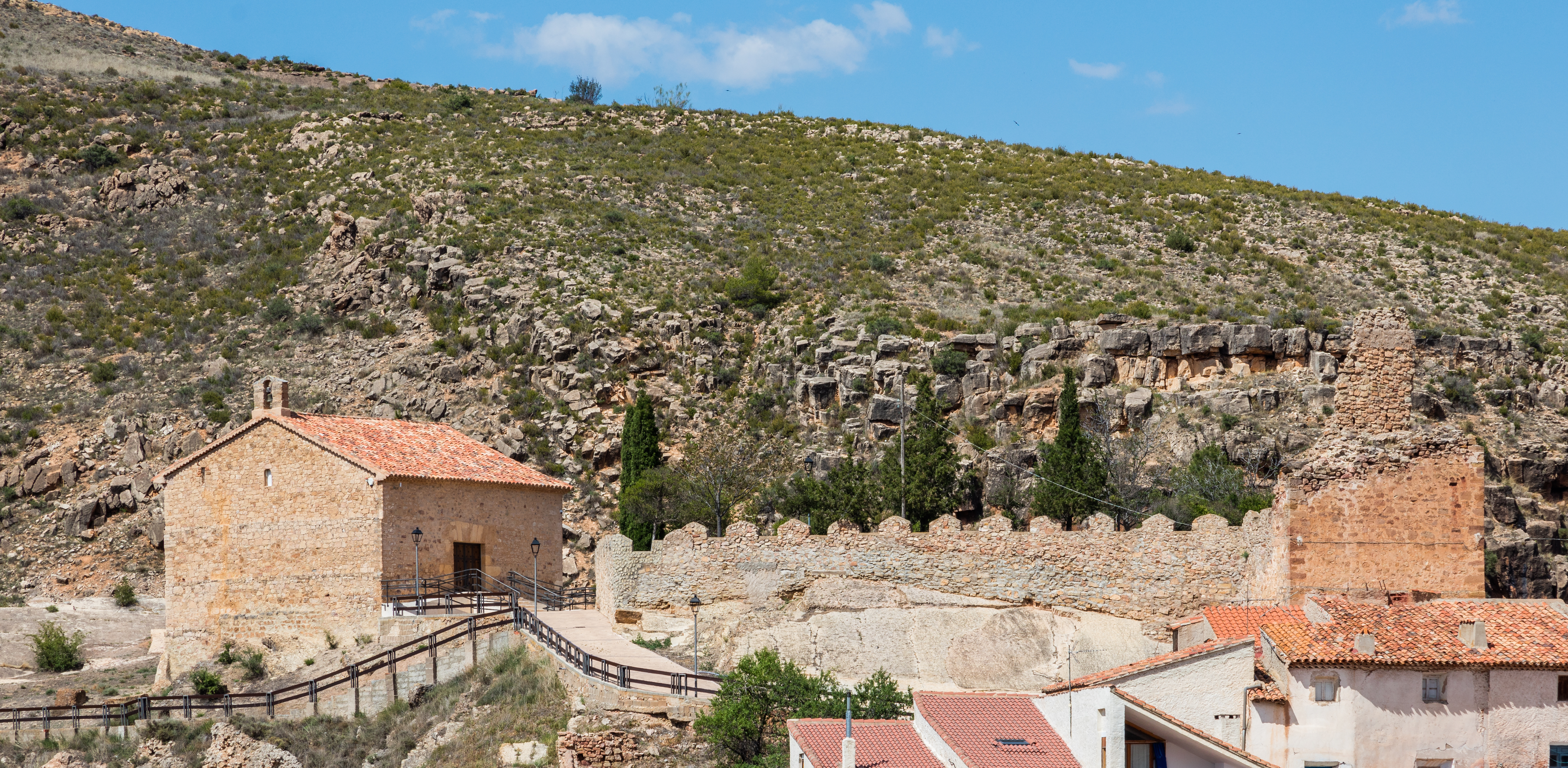
Burgruine
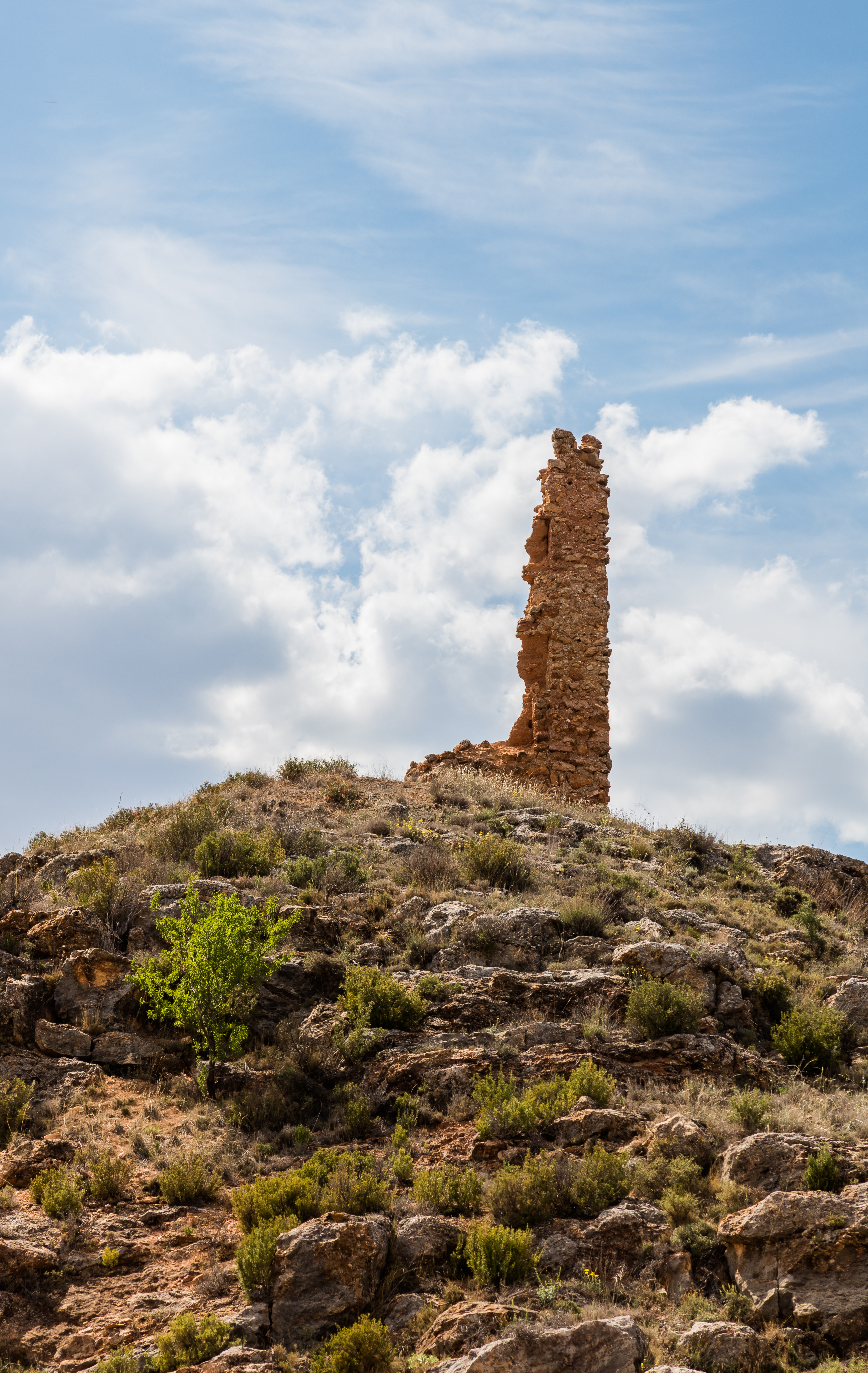
Wachtturm von Llumes